# Sint-Egidiuskerk (Groot-Bijgaarden)

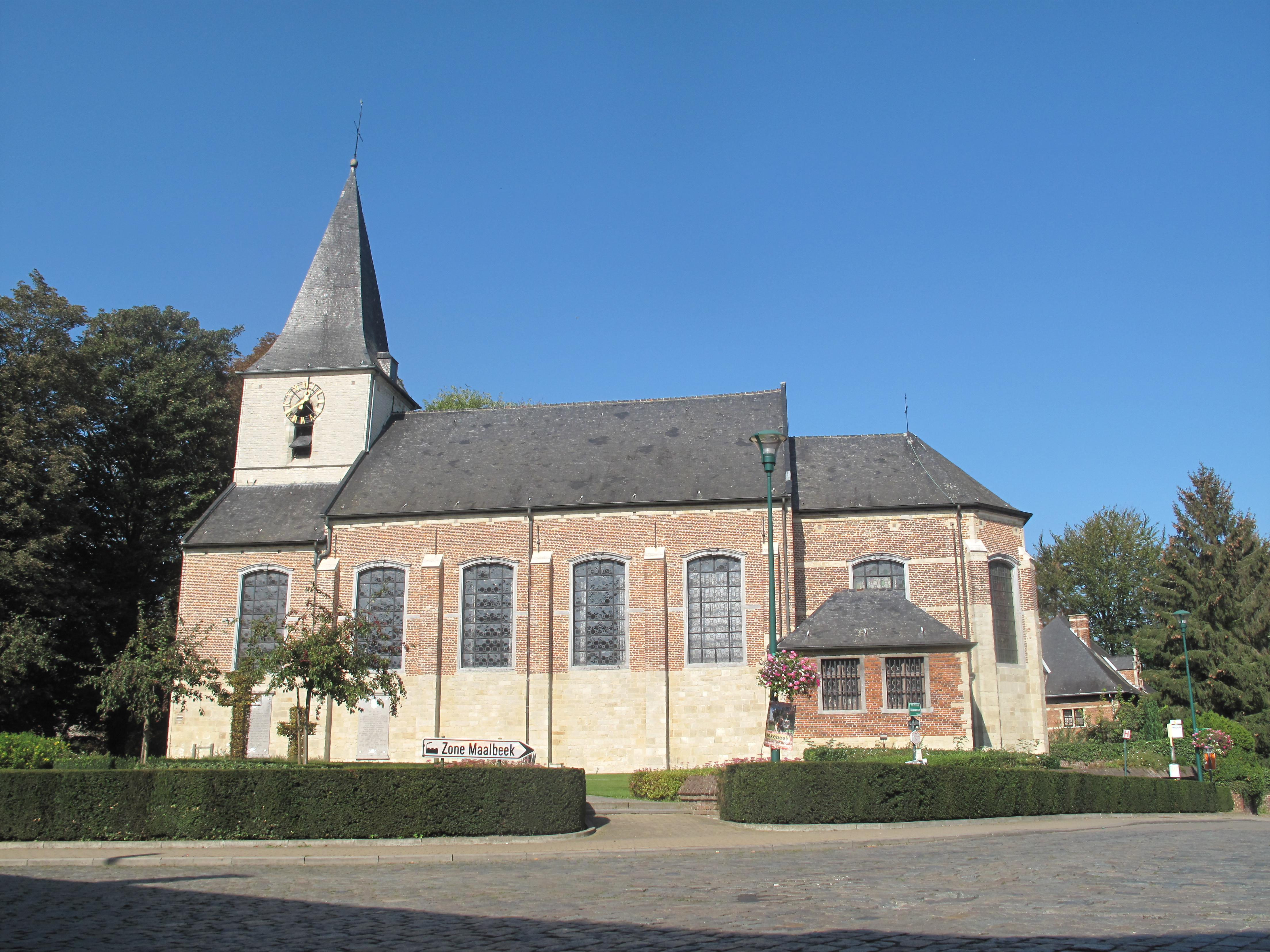
Sint-Egidiuskerk

De Sint-Egidiuskerk is de parochiekerk van de tot de Vlaams-Brabantse gemeente Dilbeek behorende plaats Groot-Bijgaarden, gelegen aan de Brusselstraat.

## Geschiedenis
De parochie van Groot-Bijgaarden ontstond in de 12e eeuw uit delen van de parochies van Anderlecht, Zellik en Bekkerzeel. Dit op initiatief van de heren van Bijgaarden en de Sint-Wivina-abdij.
Tijdens de godsdiensttwisten werd de kerk verwoest en omstreeks 1600 werd hij herbouwd. Van 1771-1778 werd een nieuwe kerk opgetrokken in classicistische stijl, naar ontwerp van Bernard Thibout. Hierbij bleef de laatgotische toren van 1600 behouden.
Op 20 februari 1945 werd de kerk zwaar beschadigd door een Duitse bom, waarbij het interieur vrijwel geheel verloren ging. Plannen om de kerk te vervangen door een nieuw kerkgebouw gingen niet door omdat de kerk in 1947 werd beschermd als monument. Van 1947-1949 werd de kerk hersteld.

## Gebouw
Het betreft een eenbeukige classicistische kerk met ingebouwde laatgotische westtoren. Het koor is driezijdig afgesloten. De westtoren heeft drie geledingen, een ingesnoerde naaldspits en een 18e-eeuws toegangsportaal. De kerk is gebouwd in baksteen en heeft segmentboogvensters.

## Interieur
Het interieur wordt overkluisd door een tongewelf. Hoewel een groot deel van het interieur in 1945 verwoest werd zijn er nog enkele zaken bewaard gebleven. Zo is er een 17e-eeuws Christusbeeld, afkomstig van de Sint-Wivina-abdij. Verder een Sint-Wivinabeeld (1857), een biechtstoel in Lodewijk XV-stijl en een preekstoel in Lodewijk XVI-stijl. Het doopvont heeft een 18e-eeuwse voet.